# Dan Immerfall
Daniel James „Dan“ Immerfall (* 14. Dezember 1955 in Madison, Wisconsin) ist ein ehemaliger US-amerikanischer Eisschnellläufer.
Immerfall begann seine sportliche Karriere als Sprinter, er galt als einer der besten in Madison und Wisconsin. Später wechselte er zum Eisschnelllauf, wo er erstmals 1973 international in Erscheinung trat. Bei der Sprintweltmeisterschaft 1973 in Oslo belegte er der 13. Platz, nachdem er den zweiten Lauf über 500 Meter für sich entscheiden konnte. In den darauffolgenden Jahren 1974 in Innsbruck und 1975 in Göteborg belegte der die Plätze 26 und 9.
Immerfalls erfolgreichstes Jahr war 1976. Bei der Juniorenweltmeisterschaft in Madonna di Campiglio belegte er im kleinen Vierkampf den 17. Platz und gewann dabei das erste Rennen über 500 Meter. Über diese Sprintstrecke konnte er bei den Olympischen Winterspielen in Innsbruck die Bronzemedaille gewinnen. Das Rennen über 1000 Meter beendete er auf dem zwölften Platz. Bei der im gleichen Jahr stattfindenden Sprint-WM in Berlin wurde er Vizemeister, nachdem er beide 500-Meter-Rennen für sich entscheiden konnte.
Im Jahr darauf belegte Immerfall bei der Mehrkampfweltmeisterschaft in Heerenveen den 25. Platz, bei der Sprintweltmeisterschaft in Alkmaar wurde er Neunter. Die Sprint-WM 1978 in Lake Placid beendete er als 17., 7979 in Inzell wurde er Achter, 1980 in West Allis Zwölfter. In diesem Jahr nahm Immerfall auch an seinen Olympischen Winterspielen in Lake Placid teil. Über 500 Meter belegte er den fünften Platz.
Bis zum Ende seiner sportlichen Karriere nahm Immerfall an weiteren internationalen Wettkämpfen sowie vier weiteren Sprintweltmeisterschaften teil. Während der 1981 in Grenoble nur die ersten beiden Rennen bestritt und somit nicht in die Endwertung kam, wurde er 1982 in Davos 13. Im Jahr darauf, 1983 in Helsinki, erreichte er den 27. Platz, 1984 in Trondheim belegte er Rang 17.
Immerfall studierte Musik an der University of Wisconsin und spielte Klarinette.

## Persönliche Bestzeiten
| Strecke | Zeit         | Datum            | Ort                  |
| ------- | ------------ | ---------------- | -------------------- |
| 0500 m  | 037,98 s     | 19. Januar 1980  | Davos                |
| 1000 m  | 01:17,46 min | 19. Januar 1980  | Davos                |
| 1500 m  | 02:04,84 min | 17. Januar 1976  | Madonna di Campiglio |
| 3000 m  | 04:41,29 min | 15. Januar 1978  | West Allis           |
| 5000 m  | 08:10,45 min | 12. Februar 1977 | Heerenveen           |